# Hsüan Keng
Pai Chieh Keng (kinesiska: 耿伯介, pinyin: Gěng Bójiè), född 1923, död 2009, var en kinesisk botaniker, specialiserad på bland annat teväxter (Theaceae), mer specifikt på släktena Gordonia och Pyrenaria.
Auktorsnamnet H.Keng kan användas för Hsüan Keng i samband med ett vetenskapligt namn inom botaniken; se Wikipediaartiklar som länkar till auktorsnamnet.